# Gabriel von Max
Gabriel Cornelius von Max, född den 23 augusti 1840 i Prag, död den 24 november 1915 i München, var en tysk målare. Han var son till skulptören Joseph Max och brorson till Emanuel von Max. 
Max studerade först i sin födelsestad Prag, därefter vid Wiens konstakademi och 1863-1869 för Piloty i München, där han förblev bosatt. Åren 1879-1883 var han professor vid konstakademien där. Han uppträdde med romantiska och sensationella ämnen, än rörande sentimentala, än uppskakande och rafflande, än rent patologiska: en kvinnlig martyr på korset och en romersk yngling, som lägger en rosenkrans nedanför hennes fötter (1867), Anatomen (läkaren inför en ung, skön flickas lik, 1869), Kristushuvudet på Veronikas duk (1874), en kristen flicka på arenan (samma år), Andehälsningen (en dam, som spelar piano, vidrörs av en andehand, 1879), Vivisektorn (1883), Anna Katharina Emmerick i extas (1885, nya pinakoteket i München). 
Han valde motiv även ur dikter: Julia (på båren, 1873), Gretchen (uppenbarande sig efter döden), Lejonbruden (efter Chamisso) och Barnamörderskan (efter Bürger, 1877, Kunsthalle i Hamburg). Han målade även religiösa ämnen, såsom Ecce homo (1876, Hamburg, Kunsthalle), Jesus uppväcker Jairi dotter (1877), Jesus botar ett barn (1884, Berlins nationalgalleri), Madonna (1885, museum i Leipzig), Fader vår (1887, Dresdengalleriet). 
Högst karakteristisk för von Max läggning är Det är fullkomnat (1883, den korsfäste, vid målningens nedre kant ses några händer, som sträckas upp emot honom, anropande och tillbedjande). Jämte dylika motiv har von Max målat mycket känsligt hållna landskapsstämningar med figurer, oftast unga flickor, drömmande, kontemplativa (Systrarna, 1876, Berlins nationalgalleri, Vårsaga, Konsthistoriska museet, Wien, Adagio). 
I dylika stämningar av vemod och svärmeri visar sig von Max som en fin kolorist. Konvalescenten (odaterad) finns i Glyptoteket i Köpenhamn. På ett nytt område visar han sig i rekonstruktionen av Darwins apmänniska. Satiriska djurbilder har han framställt i Apor som konstkritikerkollegium (Nya pinakoteket i München) med flera. 